# Coppa Svizzera 1971-1972
La Coppa Svizzera 1971-1972 è stata la 47ª edizione della manifestazione calcistica. È iniziata l'7 settembre 1971 e si è conclusa il 22 maggio 1972. Questa edizione della coppa vide la vittoria finale del Zurigo.

## Squadre partecipanti
| Basilea           |
| Bienne            |
| Grasshoppers      |
| Grenchen          |
| La Chaux-de-Fonds |
| Losanna           |
| Lucerna           |
| Lugano            |
| San Gallo         |
| Servette          |
| Sion              |
| Young Boys        |
| Winterthur        |
| Zurigo            |

| Aarau              |
| Brühl              |
| Bellinzona         |
| Chênois            |
| Chiasso            |
| Étoile Carouge     |
| Friburgo           |
| Gambarogno-Contone |
| Martigny           |
| Mendrisio          |
| Monthey            |
| Vevey              |
| Wettingen          |
| Young Fellows      |

| Amriswil          |
| Blue Stars Zurigo |
| Chur              |
| Frauenfeld        |
| Giubiasco         |
| Gossau            |
| Locarno           |
| Red Star Zurigo   |
| Rorschach         |
| Tössfeld          |
| Young Fellows     |
| Vaduz             |
| SC Zugo           |

| Baden             |
| Breite Basilea    |
| Breitenbach       |
| Buochs            |
| Burgdorf          |
| Concordia Basilea |
| Delémont          |
| Emmenbrücke       |
| Laufen            |
| Nordstern         |
| Porrentruy        |
| Soletta           |
| Turgi             |

| ASI Audax-Friul Neuchâtel |
| Berna                     |
| Central Friburgo          |
| Dürrenast                 |
| Le Locle-Sports           |
| Meyrin                    |
| Minerva Berna             |
| Raron                     |
| La Tour-de-Peilz          |
| Stade Nyonnais            |
| Thun                      |
| Urania Ginevra            |
| Yverdon                   |

### 1º Turno Eliminatorio
| Squadra 1                     | Risultato     | Squadra 2         |
| ----------------------------- | ------------- | ----------------- |
| 5 settembre 1971              |               |                   |
| Adliswil                      | 0 - 1         | Red Star Zurigo   |
| Amriswil                      | 1 - 2(d.t.s.) | Gossau            |
| ASI Audax-Friul Neuchâtel     | 2 - 3(d.t.s.) | Aurore Bienne     |
| Baudepartement Basel          | 3 - 6         | Concordia Basilea |
| Breite Basilea                | 4 - 1         | Trimbach          |
| Bulle                         | 4 - 1(d.t.s.) | Collombey-Muraz   |
| Buochs                        | 6 - 1         | Reinach           |
| Burgdorf                      | 1 - 2(d.t.s.) | Bözingen 34       |
| Chur                          | 5 - 1         | Triesen           |
| Collex-Bossy                  | 3 - 5(d.t.s.) | Assens            |
| Delémont                      | 2 - 0         | Reconvilier       |
| Dürrenast                     | 5 - 1         | Central Friburgo  |
| Emmenbrücke                   | 2 - 1         | Wangen bei Olten  |
| Fontainemelon                 | 5 - 1         | Tramelan          |
| Forward Morges                | 2 - 1         | Stade Lausanne    |
| Giubiasco                     | 2 - 1         | Biaschesi         |
| SCI Juventus Zurigo           | 2 - 1         | Turicum           |
| Kirchberg                     | 0 - 3         | Victoria Berna    |
| Kleinhüningen                 | 1 - 3         | Breitenbach       |
| Küssnacht am Rigi             | 3 - 4         | Kriens            |
| Heiden                        | 1 - 4         | Arbon             |
| Lachen/Altendorf              | 3 - 6         | Young Fellows     |
| La Tour-de-Peilz              | 3 - 0         | Chalais           |
| Laufen                        | 3 - 2(d.t.s.) | Frenkendorf       |
| Locarno                       | 6 - 2         | Goldau            |
| Montreux-Sports               | 1 - 2         | Stade Nyonnais    |
| Münchwilen                    | 1 - 4         | Rorschach         |
| Nordstern                     | 1 - 2         | Baden             |
| Oftringen                     | 0 - 1         | Reinach           |
| Portalban/Gletterens          | 1 - 2         | Soletta           |
| Rapid Lugano                  | 1 - 2         | Armonia Lugano    |
| Raron                         | 7 - 0         | Concordia Losanna |
| St. Imier                     | 6 - 3         | Bévilard          |
| Thun                          | 4 - 1         | Minerva Berna     |
| Tössfeld                      | 4 - 1         | Wetzikon          |
| Turgi                         | 2 - 0(d.t.s.) | Neuhausen         |
| Uznach                        | 2 - 1         | Frauenfeld        |
| Vaduz                         | 2 - 1         | Rebstein          |
| Yverdon                       | 4 - 2         | Signal Bernex     |
| Zähringia Berna               | 4 - 2         | Berna             |
| SC Zugo                       | 4 - 2(d.t.s.) | Menziken          |
| Blue Stars Zurigo             | 1 - 1(d.t.s.) | Wiedikon          |
| Le Locle-Sports               | 2 - 2(d.t.s.) | Porrentruy        |
| Urania Ginevra                | 3 - 3(d.t.s.) | Meyrin            |
| 8 settembre 1971(Ripetizione) |               |                   |
| Meyrin                        | 3 - 1         | Urania Ginevra    |
| Porrentruy                    | 1 - 3         | Le Locle-Sports   |
| Wiedikon                      | 3 - 4         | Blue Stars Zurigo |

### 2º Turno Eliminatorio
| Squadra 1                      | Risultato     | Squadra 2           |
| ------------------------------ | ------------- | ------------------- |
| 18 settembre 1971              |               |                     |
| Aurore Bienne                  | 0 - 1         | Victoria Berna      |
| Baden                          | 2 - 1         | Concordia Basilea   |
| Blue Stars Zurigo              | 3 - 2         | Arbon               |
| Bözingen 34                    | 1 - 0         | Le Locle-Sports     |
| Breitenbach                    | 0 - 5         | Laufen              |
| Buochs                         | 2 - 1(d.t.s.) | Armonia Lugano      |
| Dürrenast                      | 1 - 2(d.t.s.) | Thun                |
| Emmenbrücke                    | 0 - 1         | Kriens              |
| Fontainemelon                  | 3 - 2         | St. Imier           |
| Gossau                         | 2 - 5         | SCI Juventus Zurigo |
| La Tour-de-Peilz               | 2 - 1         | Forward Morges      |
| Locarno                        | 3 - 1         | Giubiasco           |
| Raron                          | 3 - 2         | Meyrin              |
| Rorschach                      | 3 - 1         | Red Star Zurigo     |
| Soletta                        | 3 - 1         | Zähringia Berna     |
| Stade Nyonnais                 | 1 - 2         | Bulle               |
| Tössfeld                       | 0 - 1         | Chur                |
| Turgi                          | 1 - 2         | Reinach             |
| Uznach                         | 5 - 2         | Young Fellows       |
| Yverdon                        | 1 - 0         | Assens              |
| Breite Basilea                 | 0 - 0(d.t.s.) | Delémont            |
| SC Zugo                        | 1 - 1(d.t.s.) | Vaduz               |
| 22 settembre 1971(Ripetizione) |               |                     |
| Vaduz                          | 2 - 1         | SC Zugo             |
| 29 settembre 1971(Ripetizione) |               |                     |
| Delémont                       | 1 - 0         | Breite Basilea      |

### Trentaseiesimi di Finale
| Squadra 1                    | Risultato      | Squadra 2           |
| ---------------------------- | -------------- | ------------------- |
| 3 ottobre 1971               |                |                     |
| Bözingen 34                  | 0 - 3          | Aarau               |
| Brühl                        | 4 - 0          | Baden               |
| Bulle                        | 0 - 5          | Vevey               |
| Chênois                      | 5 - 0          | La Tour-de-Peilz    |
| Delémont                     | 0 - 1          | Fontainemelon       |
| Étoile Carouge               | 2 - 0          | Raron               |
| Gambarogno-Contone           | 0 - 1          | Kriens              |
| Laufen                       | 0 - 6          | Neuchâtel Xamax     |
| Locarno                      | 1 - 2          | Bellinzona          |
| Monthey                      | 3 - 0          | Yverdon             |
| Reinach                      | 0 - 2          | Friburgo            |
| Rorschach                    | 2 - 0          | Vaduz               |
| Thun                         | 6 - 1          | Soletta             |
| Victoria Berna               | 0 - 4          | Martigny            |
| Wettingen                    | 2 - 1          | SCI Juventus Zurigo |
| Chiasso                      | 1 - 1(d.t.s.)  | Buochs              |
| Mendrisio                    | 0 - 0(d.t.s.)  | Blue Stars Zurigo   |
| Uznach                       | 0 - 0(d.t.s.)  | Chur                |
| 12 ottobre 1971(Ripetizione) |                |                     |
| Blue Stars Zurigo            | 0 - 1(d.t.s.)  | Mendrisio           |
| Buochs                       | 0 - 0(1-3 dcr) | Chiasso             |
| 14 ottobre 1971(Ripetizione) |                |                     |
| Chur                         | 2 - 0          | Uznach              |

### Sedicesimi di Finale
| Squadra 1                    | Risultato     | Squadra 2         |
| ---------------------------- | ------------- | ----------------- |
| 24 ottobre 1971              |               |                   |
| Bienne                       | 3 - 1(d.t.s.) | Vevey             |
| Basilea                      | 3 - 1         | Monthey           |
| Chur                         | 1 - 3(d.t.s.) | Aarau             |
| Fontainemelon                | 0 - 3         | Losanna           |
| Lucerna                      | 5 - 1         | Kriens            |
| Lugano                       | 3 - 1         | Wettingen         |
| Martigny                     | 0 - 4         | Sion              |
| Mendrisio                    | 1 - 3(d.t.s.) | Grenchen          |
| Neuchâtel Xamax              | 1 - 2         | La Chaux-de-Fonds |
| San Gallo                    | 3 - 0         | Rorschach         |
| Servette                     | 3 - 1         | Chênois           |
| Winterthur                   | 1 - 2         | Brühl             |
| Young Boys                   | 10 - 0        | Étoile Carouge    |
| Zurigo                       | 5 - 2         | Bellinzona        |
| Chiasso                      | 1 - 1(d.t.s.) | Grasshoppers      |
| Friburgo                     | 1 - 1(d.t.s.) | Thun              |
| 27 ottobre 1971(Ripetizione) |               |                   |
| Grasshoppers                 | 2 - 0         | Chiasso           |
| 3 novembre 1971(Ripetizione) |               |                   |
| Thun                         | 2 - 3         | Friburgo          |

### Ottavi di Finale
| Squadra 1                     | Risultato     | Squadra 2    |
| ----------------------------- | ------------- | ------------ |
| 20 novembre 1971              |               |              |
| La Chaux-de-Fonds             | 0 - 3         | Basilea      |
| 12 dicembre 1971              |               |              |
| Brühl                         | 0 - 2         | Zurigo       |
| Friburgo                      | 3 - 0         | Aarau        |
| Losanna                       | 1 - 2         | Grasshoppers |
| San Gallo                     | 5 - 0         | Lugano       |
| Servette                      | 1 - 0         | Lucerna      |
| Grenchen                      | 1 - 1(d.t.s.) | Young Boys   |
| 19 dicembre 1970(Ripetizione) |               |              |
| Young Boys                    | 1 - 0         | Grenchen     |

### Quarti di Finale
| Squadra 1                  | Risultato     | Squadra 2    |
| -------------------------- | ------------- | ------------ |
| 12 marzo 1972              |               |              |
| Servette                   | 0 - 1(d.t.s.) | Young Boys   |
| Zurigo                     | 2 - 1         | Friburgo     |
| Bienne                     | 0 - 0(d.t.s.) | San Gallo    |
| Grasshoppers               | 1 - 1(d.t.s.) | Basilea      |
| 15 marzo 1972(Ripetizione) |               |              |
| Basilea                    | 3 - 2         | Grasshoppers |
| San Gallo                  | 1 - 0         | Bienne       |

### Semifinali
| Squadra 1     | Risultato | Squadra 2 |
| ------------- | --------- | --------- |
| 3 aprile 1972 |           |           |
| San Gallo     | 2 - 3     | Zurigo    |
| Young Boys    | 0 - 2     | Basilea   |

### Finale
| Arbitro: | Rudolf Scheurer (Bettlach) |

|                                                                                                  |            | |
| Jeandupeux 44’                                                                                   | Marcatori  | |
| Grob Heer Stierli Münch Bionda Kuhn Grünig (70' Foschini) Martinelli Kunzly Konietzka Jeandupeux | Formazioni | Kunz Rahmen Mundschin Ramseier Siegenthaler Demarmels (78' Riner) Balmer Odermatt Blättler Hasler Hitzfeld |
| Konietzka                                                                                        | Allenatori | Benthaus                                                                                                   |